# Бахрам Музаффер
Бахрам Музаффер (тур. Bahram Muzaffer; 4 серпня 1986, Фергана, Узбецька РСР) — турецький боксер, призер чемпіонату Європи серед аматорів.

## Ранні роки
Бахрам Музаффер народився у родині турків-месхетинців, засланих за Радянської влади у 40-их роках до Узбекистану, звідки вже у 90-х роках вони тікали через міжетнічний конфлікт спочатку до Росії, потім до Азербайджану, і врешті до Туреччини.

## Аматорська кар'єра
На чемпіонаті Європи 2006 і чемпіонаті світу 2007 в категорії до 81 кг програв у першому бою.
На Олімпійських іграх 2008 у першому бою переміг Азіза Алі (Кенія), а в другому програв Кенні Ігану (Ірландія) — 2-10.
На чемпіонаті світу 2009 в категорії до 91 кг здобув три перемоги, а у чвертьфіналі програв Єгору Мехонцеву (Росія).
На чемпіонаті Європи 2010 Бахрам Музаффер здобув дві перемоги, а у чвертьфіналі програв Йожефу Дармосу (Угорщина).
На чемпіонаті Європи 2011 завоював бронзову медаль.
- В 1/8 фіналу переміг Франческо Сожжиа (Італія) — RSCI 1
- У чвертьфіналі переміг Сандро Дірнфелда (Словаччина) — 16-10
- У півфіналі програв Тервелу Пулеву (Болгаріяія) — 11-17

На чемпіонаті світу 2011 програв у першому бою.
На Олімпійських іграх 2012 в категорії до 81 кг програв у першому бою Ехсану Рузбахані (Іран) — 12-18.
В сезонах 2011/2012 і 2012/2013 був учасником напівпрофесійної боксерської ліги WSB.
На Європейських іграх 2015 програв у третьому бою Йосипу Філіпі (Хорватія).